# 佐佐木勝造
佐佐木 勝造（ささき かつぞう、1894年9月27日 - 1973年8月31日）は、北海道出身の実業家。丸勝佐佐木土木株式会社の創業者、伊勢神宮の遥宮である小石川大神宮を創建した。

## 来歴
明治初期の北海道への屯田制実施に伴う開拓民で宮城県岩出山町から渡った佐佐木甚助の息子・運五郎の長男。同じく四国阿波からの移民であるハルとの間に明治期の北海道開拓移民一世として虻田郡洞爺湖畔で生まれる。
一家は農業を営み、学歴は小学校（四年制時代）卒業。喧嘩・賭博を繰り返すが、土建業今村組へ奉公に出てから崇敬に目覚めて改心し、数年で下請け頭となる。
1920年（大正9年）、樺太へ渡って拓殖計画や軍事建設等に携わり財を成す。しかし1945年（昭和20年）のソ連対日参戦の際、警防団長として緊急疎開を手伝って札幌へ渡り、その間にソ連軍に大泊を占領されて帰港不可能となる。兄弟・部下はシベリア抑留となり、財産も没収されたが、札幌で引揚者を束ねて再起する。
昭和30年頃、東京都小石川に移住し、高度経済成長の流れに乗って高層住宅などの建設事業と共に社寺への奉賛活動を盛んに行う。
1973年（昭和48年）、自宅で心筋梗塞により没す。享年79。戒名は天徳院殿泰運良勝大居士。死去の際に従五位勲四等瑞宝章が追贈される。

## 主な活動
- 1949年（昭和24年）伊勢神宮の第59回式年遷宮延期の報を聞いて宇治橋の破損状態を憂慮し、造替費の寄進と同業者への募金を呼び掛けた。これらの行動が評価され、出光佐三、津島寿一、船田中らと共に神宮崇敬者総代となる。

- 1966年（昭和41年）佐藤尚武、松永東らの援助を受け、伊勢神宮から異例の特別神璽を奉戴し、小石川大神宮を創建する。